# Nuovi Generi e Nuove Specie di Piante Coltivate
Nuovi Generi e Nuove Specie di Piante Coltivate (abreviado Nuov. Gen. Sp.) es un libro con ilustraciones y descripciones botánicas que fue escrito por el botánico italiano; Agostino Todaro. Fue publicado en Palermo en 3 fascículos en los años 1858-1861 con el nombre de Nuovi Generi e Nuove Specie di Piante Coltivate nel Real Orto Botanico di Palermo.

## Publicación
- Fascículo N.º 1, 1858;
- Fascículo N.º 2, 1860;
- Fascículo N.º 3, 1861